# イノベーションゲーム
イノベーションゲーム（英: Innovation Game）は、個人の、また組織・集団の創造的な思考力とコミュニケーション能力を育成するための市場を模したボードゲームである。日本名の「イノベーションゲーム」は東京大学大学院工学系研究科の大澤幸生教授の登録商標で、英語名はイノベイターズ・マーケット・ゲーム（Innovators Market Game）。
もともとは、既存技術の組み合わせから発明を生み出すイノベーション思考に楽しさを伴わせることの効果を検証する学術的研究テーマとしてInnovation Gameと称していたが、この研究テーマ名と近い名称のゲームが海外に、商品改良やマーケティングのための会話技法として存在した。このことをきっかけとして、イノベーションゲームを海外の一般ユーザに提供する前段階で改称の動きが起こったものである。
Innovators Market Gameという名称には、プレイヤの全員に自分たちがイノベーターであることを自覚しもらい、市場という形態を借りた会話環境によって、社会的需要と新規性を備えたイノベーションを起こす場を作ろうという意図がこめられている。この意味では、改称後の名称のほうが実態を正確に表すとされている。

## 概要
- プレイ人数：6～12人（20人程度でプレイすることもあるが良い成果が得られない）
- プレイ時間：2時間程度
- 運要素：低
- 必要技能：交渉力・創造力

既存の商品や概念を説明した文章をデータマイニングの手法によって可視化した図を見ながら、それらの商品や概念を組み合わせ、新しいコンセプトを作る「起業家」（3 - 4名）から提言される製品やサービスの案を「投資家」（3 - 6名だが、最近は0名の事例もある）と「消費者」（起業家の人数以上）が評価することによって、ゲームは進行する。アイデアを提案したり評価すると同時に、仮想紙幣を取引する。
プレイヤには「起業家」、「投資家」と「消費者」の3つの役割が用意されていて、ゲーム中はその役割に沿って発言しながら、ゲームに参加しなければならない。勝敗の決められ方は各役割によって異なる（後述）。
イノベーションゲームの発案者は『 ビジネスチャンス発見の技術 』(岩波アクティブ新書)などの著者・大澤幸生氏である。2000年にデータ可視化を用いたチャンス発見技法を編み出し、Chance Discovery分野の推進をしていた同氏が、チャンス発見には「楽しさ」が欠かせないという現場の声を反映して開発したのがイノベーションゲームである。このように大学での研究の中から生まれたゲームであり、現在では東京大学の学部、大学院などでの教育現場や、製造業・サービス業においてマーケティング、ビジネスシナリオ開発、商品開発から研究に至るまで幅広い現場に導入されている。
発散的に多くアイデアの生まれる場ではなく、少数でも有益なアイデアを生み出そうとする点では発想支援研究とは一線を画する。特に、発案されたアイデアに対しての共感を示しつつ否定するようなコメントを歓迎している点が、伝統的なアイデア発想法であるブレインストーミングとは異なる。また、カードのアイデアを繋いで新シナリオを提案する点でＫＪ法と比較されることもあるが、「消費者」「投資家」というステークホルダーが、生みだされる新商品や新サービスのアイデアを用いる利用者の視点から改善案や否定発言を打ち出す点が大きな相違点である。さらに、KeyGraph(文献1など)を発展させたデータ結晶化(文献1など)を用いてアイデア間の関係性を可視化した図をゲーム盤として導入している点も、他の発想支援技術などにはない特徴である。
しかしながら、アイデアの発案という心的負荷のかかるタスクを自然に、長時間持続させるために「ゲーム」という形態をとったことが、ゲームに悪影響を及ぼすという皮肉にさらされたこともあった。つまり、マネーゲームに走ってしまうため、新アイデアを提案してゆくモチベージョンが下がりがちだったのである。最近は、「問題カード」などの導入により、たしかに有益なアイデアを生む場へと改善されてきた。
さらに、紙のゲーム盤の上でプレイヤーが一堂に会する実空間ゲーム方式と、Web上でアイデアの提案と他のステークホルダーとの交渉をウェブ上で長時間非同期に続けるWeb版イノベーションゲームも開発されている。このように、マネーゲームではなく、個々人が勝敗を求める中でアイデアの質に重点を置いた会話を活性化することが非常に重要となる。
国内でも大澤の著書(文献3など)に概要が紹介されている。

## 準備するもの
イノベーションゲームを行うにあたり、「基礎カード」、「問題カード」「ゲームボード」、「仮想紙幣」と「付箋」を用意する。
- 基礎カード - 既存の商品や技術などについて、概念的な説明を記した文章と写真・図を載せたカード。
- ゲームボード - 基礎カードに書かれている概念間の関係を、データマイニングの手法によって可視化した図。KeyGraphを拡張したデータ結晶化という手法によって可視化されている。　※これは必要不可欠ではない。むしろ不要との声もある。
- 仮想紙幣 - ゲーム内で用いる仮想的な紙幣。基礎カードの購入・貸借や発案されたアイディアの購入に使用される。
- 付箋 - 発案されたアイデアを記入する。

## ルール
イノベーションゲームには固定されたルールはなく、プレイヤらがゲームを通じて発想したいアイデアの性質によって、細部は柔軟に変更される。また、企業などに提供する場合には最初にルールの具体化を行うための議論を導入することが多い。この議論は、その企業にとってイノベーションとはどのような組織的取り組みを意味するのかを考える効果を持っている。以下は、標準的なルールである。
プレイヤは「起業家」、「投資家」と「消費者」の中から好きな役割を選ぶ。10人以上で行う場合、起業家が3人程度、消費者が4人程度、残りが投資家に割り当てられるのが一般的である。

### 役割について
起業家
基礎カードを購入し、手持ちの基礎カードを組み合わせて新しいアイデアを発案する。
発案したアイデアが消費者から購入されたり、投資家から自社の株券を買われることで、手持ちの資金を増やす。ゲーム終了時に手持ちの資金が最大となるプレイヤが勝者である。
消費者
消費者はより具体的な役割（ロール）を演じることになる。代表的には「高齢者」、「主婦」、「学生」、などの役割がある。起業家から発案されるアイデアを暫く静観して、その市場で生まれる価値を最も享受すると考えられるロールを選ぶ。
自分のロールにおいて、有益だと考えるアイデアを購入する。また、自分のロールにとって解決してほしい問題を解決できるようなアイデアを起業家に要求する。ゲーム終了時には、購入したアイデアと自身の役割の関連性についてプレゼンを行い、購入したアイデアがその役割の人にとって本当に有益かを他のプレイヤに評価してもらう。その評価が最も高いプレイヤが勝利する。
特に、消費者が自身のプレゼンを有利に導くために起業家に対して問題を提起するという点は重要である。問題を提起することで、起業家に注意を向けさせ、具体的なコミュニケーションをすることが可能である。
投資家
よいアイデアを継続的に発案する起業家の株を買う。株は投資家の需要によって株価が変動し、売買は常時可能である。「手持ちの資金＋手持ちの株数＊株価」で定義される総資産が最大のプレイヤが勝利である。起業家の方向性を評価しゲームを盛り上げる上で一役買うが、最近ではマネーゲーム化させるという理由で投資家を入れないルールをとるケースも増えている。